# Madonna z Cierlicka
Madonna z Cierlicka (lub Madonna Cierlicka, Matka Boska Nieustającej Pomocy z Cierlicka) to późnogotycki obraz z około 1500 roku wrocławskiego artysty Jacoba Beinharda. Został odkryty przypadkowo podczas konserwacji obrazu maryjnego z kościoła pw. św. Wawrzyńca w Kościelcu.

## Historia
Obraz Matki Boskiej Nieustającej Pomocy znajdował się pierwotnie w kościele św. Trójcy, który został zniszczony podczas budowy zapory wodnej w Cierlicku. Cenne przedmioty z tego sanktuarium zostały przeniesione w 1962 roku do kościoła pw. św. Wawrzyńca w Kościelcu, w tym obraz maryjny. Ze względu na zły stan zachowania dzieła, w 2015 roku rozpoczęto prace konserwatorskie. W trakcie tego procesu dokonano niezwykłego odkrycia.
Pierwotnie zakładano, że obraz ten pochodzi z XVII wieku. Obraz został pokryty młodszymi elementami, haftem na tkaninie, dodatkami z papieru i metalu oraz drobnymi darami wotywnymi. Po zdjęciu aplikacji okazało się, że obraz był kilkakrotnie zamalowywany. Szczegółowe badania konserwatorskie wykazały jednak, że na płycie zachowała się nieprzerwana warstwa wysokiej jakości późnogotyckich malowideł temperowych z około 1500 roku.

## Odnowa
Po usunięciu malowidła koncepcja renowacji została opracowana na nowo. Całość prac została podzielona na dwa etapy. Po pierwsze, zostanie wykonana kopia obrazu wotywnego z kościoła pw. św. Wawrzyńca, który pierwotnie miał być odrestaurowany. Zachowa on swój XIX-wieczny wygląd, a wszystkie oryginalne aplikacje zostaną przywrócone. Zastosowano nowy podkład, na który przeniesiono wierną kopię XIX-wiecznego obrazu wraz z wszystkimi oryginalnymi elementami z tkaniny, papieru i metalu. Po złożeniu i oprawieniu w ramy, został ponownie umieszczony w kościele pw. św. Wawrzyńca w Kościelcu.

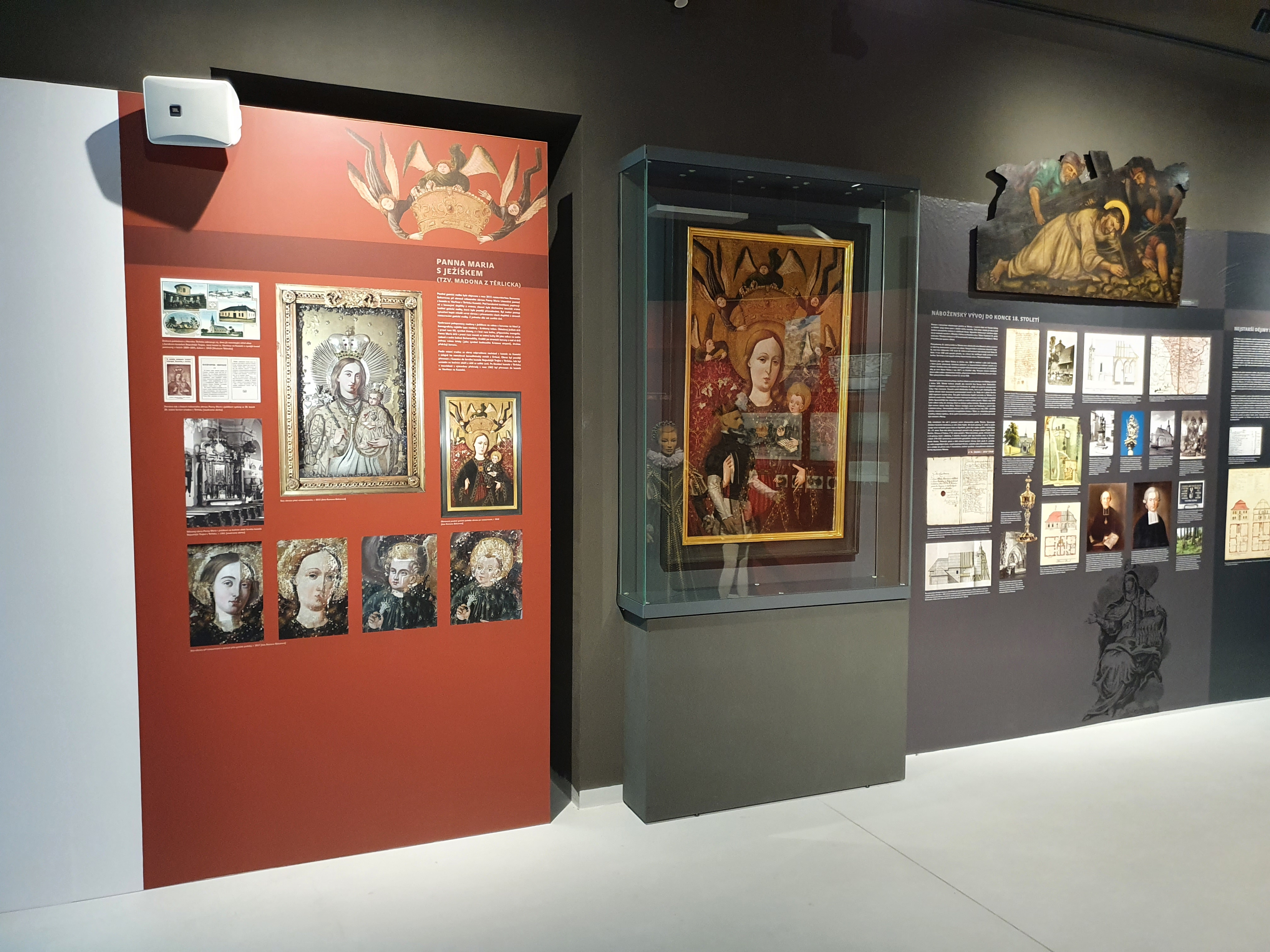
Madona z Cierlicka w ekspozycji Muzeum Ziemi Cieszyńskiej (2022)

W drugim etapie odrestaurowane zostanie późnogotyckie malarstwo tablicowe. Zadanie to zostało podjęte przez konserwatorki Romanę Balcarovą Lenkę Helfertową.
W ten sposób z jednego dzieła sztuki na przestrzeni czterech lat (2015-2018) powstały dwa obrazy.
Głównym zadaniem konserwatorów było czasochłonne i technicznie wymagające wzmocnienie drewnianej podstawy, która była mocno zniszczona przez gęsto wbite małe gwoździe z późniejszymi zdobieniami. Gotyckie malowidła zostały odrestaurowane po pełnym odsłonięciu młodszych przemalowań i złoceń. Na krawędziach sceny zachowały się gotyckie znaki, świadczące o niezmienionym formacie obrazu i kompletności kompozycji. Wizerunek półpostaciowej Madonny z koroną na głowie i Dzieciątkiem Jezus na rękach jest ikonograficznie najbliższy typowi Madonny Królowej Nieba. Ubrane Dzieciątko Jezus trzyma w jednej ręce książkę - przypomnienie Ewangelii, a w drugiej lilię – symbol niewinności. Madonna trzyma łodygę z siedmioma kwiatami lilii, co symbolizuje siedem boleści i siedem radości Matki Boskiej. Anioły po bokach i w centrum korony trzymają w jednej ręce koronę, a w drugiej kolce, symbole męki Chrystusa. Wysokiej jakości późnogotyckie malowidło pochodzi z Wrocławia z warsztatu Jacoba Beinharda z około 1500 roku. Wrocławska proweniencja nie jest bezpośrednio udokumentowana archiwalnie, ale potwierdza ją analiza stylistyczna dzieła i porównanie z twórczością warsztatu Beinharda, który był w tym czasie centrum twórczości artystycznej na Śląsku.

## Znaczenie
Odkrycie Madonny z Cierlicka ma ogromne znaczenie nie tylko z punktu widzenia ochrony zabytków, ale także z punktu widzenia historii sztuki. Jest to unikalny i rzadki przykład sztuki późnogotyckiej na Śląsku, ponieważ w Czechach zachowało się bardzo niewiele malowideł tablicowych z tego okresu.
Odkryte na nowo dzieło zostało zaprezentowane publiczności podczas Nocy Kościołów 24 maja 2019 r. w kościele pw. św. Wacława w Ostrawie. W ramach akcji Otwarte Kościoły obraz pozostał tam do 31 października 2019 r.
W październiku 2019 r. konserwatorki Romana Balcarová, malarka akademicka Lenka Helfertová i Parafia Świętego Wawrzyńca w Cierlicku otrzymały za tę pracę nagrodę Patrimonium pro futuro w kategorii odkrycie/znalezisko roku, przyznawaną przez Narodowy Instytut Dziedzictwa Republiki Czeskiej.

## Galeria

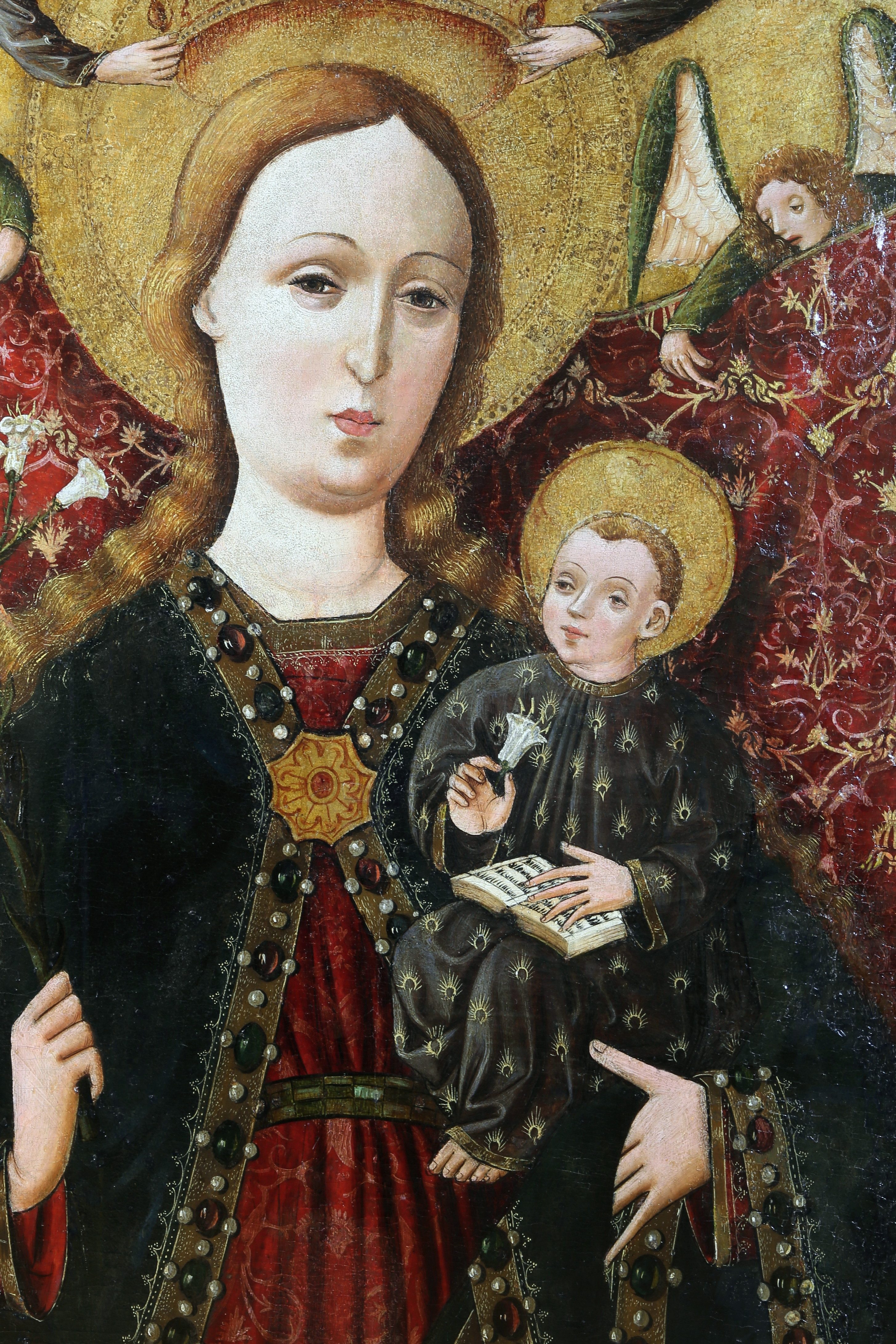
Wizerunek w formie obrazu z 1500 roku, detal
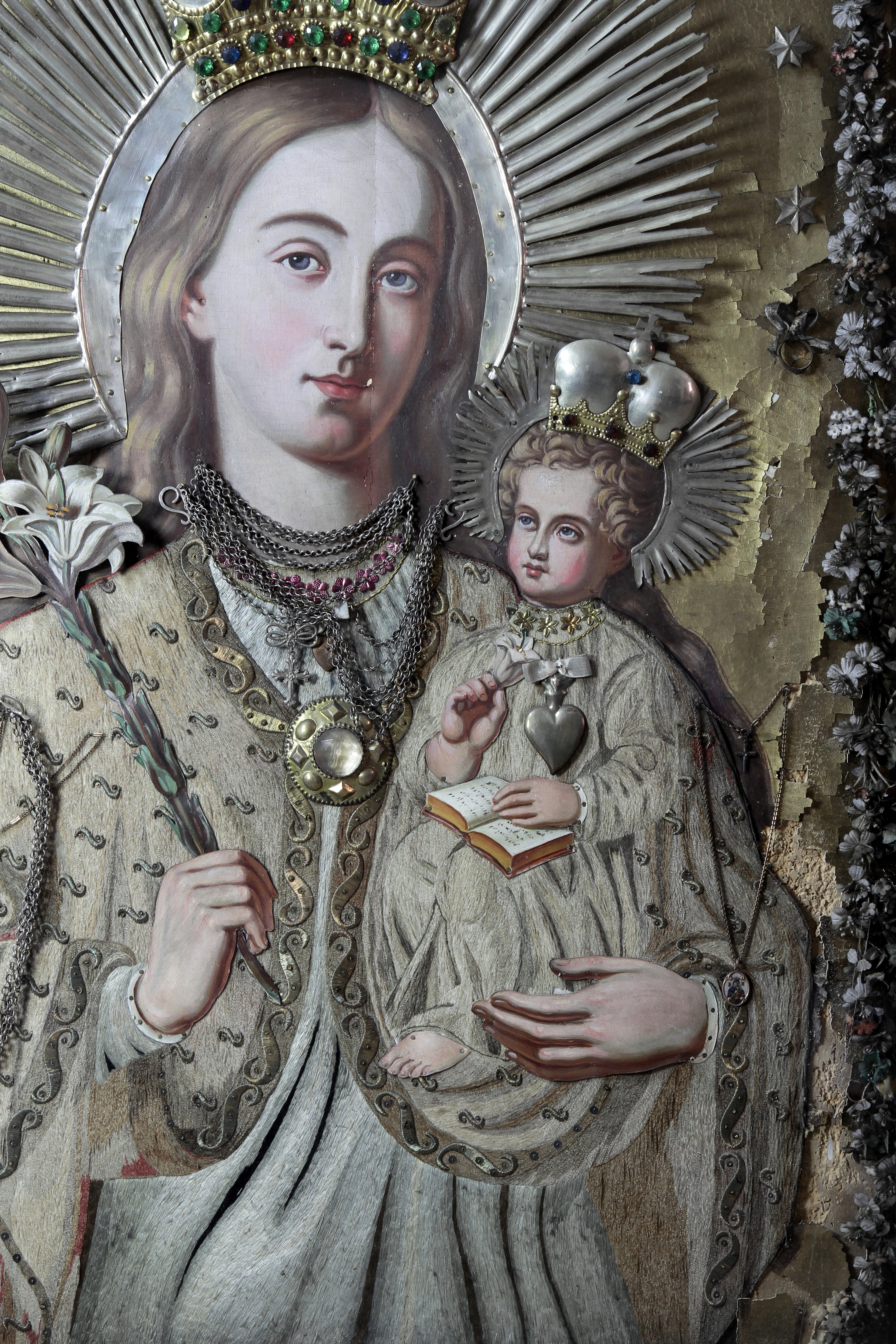
Malarstwo w formie XIX-wiecznej z współczesnymi aplikacjami, detal